# アゲハを追うモノたち
『アゲハを追うモノたち』（アゲハをおうモノたち）は、矢上裕による日本の漫画作品。『ヤングエース』（角川書店）2009年vol.1から2011年1月号まで連載。単行本全4巻。

## ストーリー
殺人犯の濡れ衣により死刑囚となった白石アゲハは、真犯人を捕まえるべく刑務所から脱走する。彼女を捕まえようと、拳崎恭介を始めとする賞金稼ぎたちがアゲハを狙い、宇宙を股にかけた逃亡劇が始まった。

## 登場人物

### アゲハを追うモノたち
逃亡したアゲハを追う賞金稼ぎチーム。恭介・真希・ミス銀河の3人で行動していたが、捜索状況が思わしくなく情報の真贋が見極められる人材を求めて、アゲハが変装した凛子を正体を知らないまま仲間に加える。
白石 アゲハ（しらいし アゲハ）
本編の主人公。当時のルームメイトたちを殺され、状況から殺人犯として無実の罪を背負わされて死刑囚となり、タルシス州立刑務所に収容されていたが真犯人を捕まえるべく刑務所から逃走する。本業は俳優で、絆創膏などを用いて変装し、声も自在に変えることができるなどの演技力の高さを持ち、逃亡の際も役立っている。しかし、それが警察から信用されずに犯人扱いされた要因にもなっている。背中に蝶のタトゥーがあり、裸を点検する必要があるということでスケベ心を刺激された賞金稼ぎたちにとっての目的となっている。
エデンから逃亡した後は、宮原凛子（みやはら りんこ）という偽りの姿で女優となり、デビューして瞬く間に名声を上げる。とある事件に巻き込まれたことで恭介達に助けられ、正体を隠したまま彼らと行動することになる。それから凛子の名で「ギャラクシー最優秀主演女優賞」を受賞する。
結果的に『白石アゲハ』の冤罪を晴らす事は出来なかったが、真犯人の死亡と『白石アゲハ』の公的な死、そして、由香理の狙撃による遺伝子改変で別人として新たな人生を歩むようになった。「ギャラクシー最優秀主演女優賞」も再び受賞した。恭介に好意を抱いている様である。
宮原凛子時の姿と優れた演技力と頭脳を持った俳優というキャラクターから『エルフを狩るモノたち』の小宮山愛理と共通点が多い。
拳崎 恭介（けんざき きょうすけ）
アゲハを追う男。タルシス州立刑務所の刑務主任だったが、アゲハを逃がすミスを犯してしまったことで失職し、以来アゲハを追っている。格闘技の達人で高い身体能力を持つ。アゲハの背中に蝶のタトゥーがあるのを知っており、変装するアゲハを見つけるために怪しい人物に対して手当たり次第に脱がしていくという奇行に走る。アゲハの逮捕に執念を燃やすが、アゲハが本当に殺人を犯したのか疑問に思うこともある。また、アゲハの変装である凛子に好意を持っており、奇妙な関係を築いている。
手の感触で凛子がアゲハである事に気づくが、最終的に彼女を信じる。
なお、容姿や行動パターン等が原作者の作品である『エルフを狩るモノたち』の龍造寺淳平と酷似しており、単行本でもネタにされている。鼻の上に傷があることから淳平と区別することができる。
泉 真希（いずみ まき）
タルシス州立刑務所の刑務官。恭介の元同僚で、アゲハを捜す恭介に同行する。アゲハにロケットで宇宙に放り出された際、何もできずに漂流するはめになり、船舶免許をとらなかったことを後悔した。その後、努力の末に卓越した宇宙船操縦技術を修得する。
一行の運転手的な存在である事から律子のようなポジションである推測される。
名字の「泉」は『ヤングエース』での記事で明らかになる。
ミス銀河（ミス ぎんが）
自称「銀河系最高の美女」。「グレート銀河族」と呼ばれる種族で、2頭身でハムのような体型の珍獣。恭介達からは「ミスギン」と呼ばれている。背中にファスナーがあり、中身も脱ぐ前と変わらない姿だが、アルコールを摂取すると美女になる特殊体質を持つ。さまざまな技能を修得しているとの事で短時間なら恭介とも互角に戦えるがドジが多い。火星の都市エデンで賞金稼ぎ入門講座の講師をしていたが、アルコールで酔って寝ていたところをアゲハや朱美たちに変装させられて囮として警察に突き出され、その後恭介と真希と共に宇宙に放り出された。以降は恭介達と共に行動している。
美女と珍獣の二つの姿を持ったキャラクターという設定からセルシアのポジションであると推測される。

### その他の人物
ビリー
保釈保証業者の男性。恭介達にアゲハの情報を提供している。集める情報はかなり正確なもので、そのためにアゲハは恭介達と行動を共にせざるを得なくなった。
朱美（あけみ）
アゲハの知人の老婦人。若いころはヤンキーだったらしく、年をとった現在も性格や口調がやや乱暴な印象。エデンの自宅でバイク屋を経営している。アゲハが無罪であることを信じており、アゲハにとっては数少ない味方の一人。
杏子（きょうこ）
アゲハの知人の老婦人で、朱美の昔からの友人。いつも特攻服を着ており、朱美同様に気性が荒い。
麗香（れいか） / 麻里（まり）
アゲハの知人の老婦人で、朱美の昔からの友人。
ネイル
アゲハの特別捜査官。怜悧な印象の女性で、いつも馬に乗っている。
如月 綾子（きさらぎ あやこ）
タルシス州立刑務所の所長。恭介の元上司。
恭介の父
本名不明。恭介の回想で登場。恭介が幼いころに脱獄囚を捕まえようとして車にはねられた。このことが理由で恭介は脱獄囚を嫌っている。現在は地球で漁師をしている。
サンガラ
脱獄囚の男。エデンに向かうアゲハと恭介が乗り合わせた飛行機をハイジャックしたが、その場で正体を現したアゲハと恭介の連係プレイにより撃退された。
ドルゴス
賞金首の男。海で遭難する修羅場を経ており、賞金稼ぎたちを相手に暴れ回っていたが、突如現れた恭介達に圧倒され、あっさりと捕縛された。
サキ・ステンレス
アゲハのかつてのルームメイト。アゲハと同じく女優で映画出演に強いこだわりがあったが、何者かによって殺されてしまう。マニアックな映画ファンの間ではその名がそれなりに知られている。
ヒロミ / リンダ / ミク
アゲハのかつてのルームメイト。アゲハと同じく演劇関係者だったようである。サキとともに何者かによって全員殺されてしまう。
坂上 由香理（さかじょう ゆかり）
無免許の闇医者の女性で、「狙撃女医」の異名を持つ賞金首のスナイパー。治療薬や赤チンを充填した注射器を弾丸代わりに銃で撃ちこみ、患者を治療する。凛子の正体に気づいているが、彼女を見逃した。
女医であることと行動パターン等（相手を攻撃同然の手段で治療するなど）から原作者の作品である『打撃女医サオリ』の坂上沙織と類似している。
ボンゴ
凛子（アゲハ）が所属する芸能事務所「夕陽エージェンシー」の社長で、アフロヘアーの黒人男性。オカマ言葉で話す。
容姿は原作者の作品である『Go West!』のミンゴ・ボンバーと酷似している。
クリス・クローゼット
銀河連邦政府41代首相。元映画俳優。本作の黒幕。

## 書誌情報
1. 2010年4月3日初版 ISBN 978-4-04-715437-7
2. 2010年6月4日初版 ISBN 978-4-04-715459-9
3. 2010年10月4日初版 ISBN 978-4-04-715535-0
4. 2011年3月4日初版 ISBN 978-4-04-715641-8